# Richard Bremmer
Richard Bremmer (ur. 27 stycznia 1953 w Warwickshire, w Wielkiej Brytanii) – brytyjski aktor, znany głównie z roli Lorda Voldemorta w filmie Harry Potter i Kamień Filozoficzny.

## Wybrana filmografia
- 2005: Panna Marple: Uśpione morderstwo (Marple: Sleeping Murder)
- 2005: A Higher Agency
- 2004: Aryjska para (The Aryan Couple)
- 2004: Ripper 2: Letter from Within
- 2004: Żmija w garści (Vipère au poing)
- 2003: Zjadacz grzechów (The Order)
- 2002: Chasm
- 2001: Harry Potter i Kamień Filozoficzny (Harry Potter and the Sorcerer's Stone)
- 2001: Goście w Ameryce (Just Visiting)
- 1999: Trzynasty wojownik (The 13th Warrior)
- 1999: Oniegin (Onegin)
- 1998: Zbrodnia i kara (Crime and Punishment)
- 1997: The Girl with Brains in Her Feet
- 1997: Sprawiedliwość Sharpe’a (Sharpe's Justice)
- 1997: Richard II
- 1993: Czerwone i czarne (Scarlet and Black)
- 1986: Zastrozzi
- 1984: Miracles Take Longer
- 1982: Made in Britain
- 1982: Couples and Robbers